# Anthemoúndas
Anthemoúndas ou Anthemoúntas, en grec moderne : Ανθεμούντας, est un ancien dème du district régional de Chalcidique, de Macédoine-Centrale en Grèce. En 2010, le dème est fusionné au sein du dème de Polýgyros.
Selon le recensement de 2011, la population du dème compte 4 002 habitants.